# Snow Crash
Snow Crash (1992) ist ein Science-Fiction-Roman von Neal Stephenson, der die Geschichte ursprünglich gemeinsam mit dem Graphiker Tony Sheeder als computergenerierten Comic herausbringen wollte. Er spielt in Los Angeles in einer nicht allzu fernen Zukunft.

## Handlung
Hiro Protagonist, Held und Hauptperson des Buches, ist Pizza-Auslieferer (Auslieferator), Programmierer (was im Roman allgemein als Hacker bezeichnet wird) und Informationssammler für die „Central Intelligence Corporation“ CIC, die kommerziell arbeitende Nachfolgeorganisation der CIA. Die Pizza-Firma Cosa Nostra gehört dem Mafia-Boss Onkel Enzo, der seinen Kunden eine Zustellzeit von 30 Minuten garantiert, andernfalls ruft Onkel Enzo beim Kunden an, entschuldigt sich am Folgetag persönlich und spendiert ihm einen Freiurlaub in Italien.
Der versagende Pizzabote wird zur Strafe gemäß den juristisch zulässigen Bestimmungen seines Arbeitsvertrages getötet.
Der Staat hat sich fast vollständig aus dem öffentlichen Leben zurückgezogen und alle gesellschaftlichen Ordnungsfunktionen Privatunternehmen überlassen. Die Mafia ist nur eine der Franchise-Ketten wie alle anderen Institutionen auch: Polizei und Justiz, Regierungen und Staaten sind sämtlich privatisiert. Es herrschen Hyperinflation und extreme soziale Ungleichheit.
Aus dieser anarchokapitalistischen Dystopie fliehen die handelnden Personen immer wieder in das Metaversum, einer Mischung zwischen Internet und MMORPG, durch die sie sich mit Avataren bewegen. Hiro und seine Partnerin, die 15-jährige Kurierfahrerin Y.T., werden Zeugen und Mitspieler in der Suche nach einer geheimnisvollen Droge namens Snow Crash, die verheerende Auswirkungen hat. Bei dieser Suche stehen ihnen die Kommunikationsmöglichkeiten der virtuellen Realität, die Kollegen der Mafia und nicht zuletzt Hiros Samuraischwerter zur Seite. Diese Unterstützung ist auch notwendig, da eine gewaltige Verschwörung im Gange ist, die von L. Bob Rife initiiert wurde, dem Eigentümer des weltweiten Glasfasernetzes und Förderer einer Pfingstler-Sekte.

## Leitideen
Die Handlung spinnt sich um die These, eine Droge, ein Virus und eine Religion seien strukturidentisch, nämlich Formen sich selbst reproduzierender parasitärer Information. Dabei wird der Mythos von der babylonischen Sprachverwirrung umgedeutet als historisches Ereignis, in dem Enki, der euhemeristisch als Stadtherr der sumerischen Stadt Eridu beschrieben wird, absichtlich die Kommunikation und damit die als Virenbefall beschriebene Indoktrinierbarkeit der Menschen durch die Göttin Aschera erstmals unterbrochen habe. Dieses Ereignis sei der Ursprung des Bewusstseins durch den Zusammenbruch der bikameralen Psyche – so der Titel eines kontrovers diskutierten Hauptwerks des amerikanischen Psychologen Julian Jaynes, auf den sich Stephenson hier stützt.
Wie auch in seinem späteren Cryptonomicon hat der Autor umfangreich recherchiert und präsentiert dem Leser dieses Wissen in langen Dialogen zwischen Hiro und dem Bibliothekar, einer intelligenten Recherche-Software.

## Stil
Der Roman ist vergleichsweise konventionell erzählt. In 71 Kapiteln, die nicht völlig chronologisch geordnet sind, wird der Leser mit den Protagonisten und den Regeln und Schauplätzen der staatsfreien Welt, in der der Roman spielt, vertraut gemacht. Diese Schilderungen sind zum Teil sehr anschaulich, in etwa in der Beschreibung von Compton:

„Leprakranke grillen Hunde an Stöcken über brennendem Benzin. Obdachlose schieben Einkaufswagen vor sich her, in denen sich haushoch Millionen- und Milliardendollarscheine türmen, die sie aus Abwässerkanälen zusammengekratzt haben. Kadaver am Straßenrand - enorme Kadaver, so große Kadaver, dass es sich nur um Menschen handeln kann, kleben einen ganzen Block lang zermatscht am Bordstein.“

Sie wechseln sich ab mit rasanten Verfolgungsjagden (William Gibson empfahl den Roman mit den Worten: „Schneller als alles, was Sie bisher gelesen haben“), längeren Dialog-Passagen, in denen die zum Verständnis nötigen Hintergrundinformationen über Glossolalie, über sumerische Mythologie, sowie über Unterschiede und Gemeinsamkeiten zwischen religiöser Bekehrung und viraler Ansteckung referiert werden, und zum Teil recht drastisch geschilderten Schwertkampf-, Schusswechsel- oder Sexszenen. Besonders unterhaltsam sind die satirischen Passagen, in denen sich Stephenson über den Zeitdruck lustig macht, der auf Pizzaboten lastet, oder über die absurde Bürokratie bei den amerikanischen Bundesbehörden: Das FBI taucht als letzter staatlicher Rest der Vereinigten Staaten auf, beschäftigt sich aber nur mehr mit der Produktion von Software. Um deren Inhalt vor den Programmierern geheim zu halten, müssen sich diese kafkaesken Ritualen und Arbeitserschwernissen unterziehen. Das strikte Verbot, sich dabei Notizen zu machen, macht sich über das Ideal des papierfreien Büros lustig, das in der Entstehungszeit des Romans propagiert wurde.

## Wichtige Figuren
- Hiroaki (Hiro) Protagonist – Hiro ist der Protagonist des Buches. Der Sohn eines Afroamerikaners und einer Koreanerin ist freischaffender Programmierer, Schwertkämpfer und arbeitet zu Beginn des Romans noch als „Auslieferator“ für Cosa Nostra Pizzas, einen von der Mafia betriebenen Pizzaservice.
- Y.T. – Tochter einer FBI-Beamtin, die ohne Wissen ihrer Mutter für einen Kurierdienst arbeitet und sich als Spitznamen die Abkürzung für den Briefgruß „Yours Truly“ zugelegt hat (ihren echten Namen erfährt man nie). Sie surft mit ihrem Skateboard durch die Straßen, indem sie mit einer magnetischen (Har)Pune Autos „puniert“. Außer ihrer Pune und ihrer „Planke“ (dem Skateboard) trägt sie noch eine Vielzahl anderer Ausrüstungs- und Schutzgeräte am und im Körper, z. B. Hals-Airbags und eine Dentata.
- Dmitri „Raven“ Ravinoff – Raven ist ein Alëut. Er ist ein sehr guter Harpunierer und stellt den Antagonisten dar. Er führt im Beiwagen seines Motorrads eine Wasserstoffbombe bei sich, die bei Erlöschen seiner Lebenszeichen zu detonieren droht.
- Juanita Marquez – Juanita ist Hiros Ex-Freundin. Sie waren zusammen, als sie noch gemeinsam für Da5id arbeiteten und an dem Metaversum mitprogrammierten. Sie heiratete später Da5id, ließ sich aber wieder von ihm scheiden.
- Onkel Enzo – Onkel Enzo ist der Boss des „Neu-Sizilien-Franchises“ (Mafia) und damit auch von Cosa Nostra Pizzas.
- Da5id Meier – Da5id ist ein Programmierer wie Hiro und Juanita. Sie haben früher zusammen in einer Firma gearbeitet. Er besitzt ein exklusives Lokal im Metaversum namens The Black Sun, welches ein beliebter Ort für Hacker sowie Schauspieler und Geschäftsleute ist.
- Mr. Ng – Der nach einem Hubschrauberunglück mehrfach körperbehinderte Ng ist Chef einer Sicherheitsfirma, die aus Pitbull-Terriern Wach-Cyborgs formt, die mit Überschallgeschwindigkeit rennen können und im Roman „Rattendinger“ genannt werden. Mr. Ng benutzt ein hochgerüstetes und gepanzertes Fahrzeug, das er aus einem Wagen der Flughafenfeuerwehr bauen ließ, als seinen Rollstuhl, den er mit seiner Stimme steuert.
- Vitaly Chernobyl – Wie der Nachname vermuten lässt, ist Vitaly ein sowjetischer Auswanderer. Er ist der Leader einer Rockgruppe, für die Hiro Konzerte veranstaltet und mit dem er sich ein 20x30-Fuß-Zimmer im U-Stor It teilt.
- Der Bibliothekar – Eine komplexe Software, die Hiro Protagonist Informationen über die sumerische Mythologie, das Snow Crash-Virus und diverse Figuren des Romans liefert.
- L. Bob Rife – Ein Medienmogul, Eigentümer des weltweiten Glasfasernetzes. Der Name ist eine Anspielung auf L. Ron Hubbard.

## Ausgaben
- 1992, Amerikanische Erstausgabe: „Snow Crash“, Bantam Books, 1992, New York, ISBN 0-553-08853-X
- 1994, Deutsches Taschenbuch: „Snow Crash“, Goldmann Verlag, aus dem Amerikanischen von Joachim Körber, Goldmann 42450 (Deutsche Erstveröffentlichung), ISBN 3-442-42450-X
- 1995, Deutsches Taschenbuch: „Snow Crash“, Blanvalet, aus dem Amerikanischen von Joachim Körber, ISBN 978-3-442-23686-2
- 2002 Deutsches Taschenbuch: „Snow Crash“, Goldmann Verlag, aus dem Amerikanischen von Joachim Körber, Goldmann 45302, ISBN 978-3-442-45302-3
- 2009, Deutsches E-Book: „Snow Crash“, Goldmann Verlag, aus dem Amerikanischen von Joachim Körber, ISBN 978-3-641-03378-1
- 2021, Deutsches Taschenbuch: „Snow Crash“, S. Fischer Verlag / FISCHER Tor, aus dem Amerikanischen von Alexander Weber, ISBN 978-3-596-70559-7